# HMS Cornwall (56)
HMS Cornwall (56) là một tàu tuần dương hạng nặng thuộc lớp County của Hải quân Hoàng gia Anh Quốc và thuộc lớp phụ Kent. Cornwall đã tham gia hoạt động trong giai đoạn đầu của Chiến tranh Thế giới thứ hai trước khi bị máy bay từ tàu sân bay của Hải quân Đế quốc Nhật Bản đánh chìm ngày 5 tháng 4 năm 1942 ở cách 370 km (200 hải lý) về phía Tây Nam Ceylon.

## Thiết kế và chế tạo
Cornwall được chế tạo bởi Xưởng hải quân Devonport tại Portsmouth, được đặt lườn vào ngày 9 tháng 10 năm 1924. Nó được hạ thủy vào ngày 11 tháng 3 năm 1926, và đưa ra hoạt động vào ngày 8 tháng 5 năm 1928.

## Lịch sử hoạt động
Sau khi hoàn tất vào năm 1928, Cornwall được điều đến China Station. Đến năm 1936 Cornwall hoàn thành lượt nghĩa vụ phục vụ và rời China Station quay trở về Anh Quốc để được tái trang bị trong năm tiếp theo. Vào năm 1938, sau khi hoàn thành việc tái trang bị, Cornwall gia nhập Hải đội Tuần dương 2. Năm 1939, một lần nữa Cornwall được điều đến China Station, gia nhập Hải đội Tuần dương 5.
Vào tháng 9 năm 1939, khi Chiến tranh Thế giới thứ hai nổ ra, chiếc tàu tuần dương được chuyển sang Ấn Độ Dương như một thành viên của "Lực lượng I" vừa mới được thành lập đặt căn cứ tại Ceylon. Vào ngày 5 tháng 10, nó tham gia vào việc truy tìm chiếc thiết giáp hạm bỏ túi Đức Admiral Graf Spee.
Từ ngày 8 tháng 2 đến ngày 14 tháng 2 năm 1940, Cornwall được cho vào ụ tàu Selborne tại Simonstown thuộc Nam Phi để bảo trì. Sang tháng 8, nó được triệu tập từ Nam Đại Tây Dương để đảm trách vai trò hộ tống các đoàn tàu vận tải từ Freetown. Vào ngày 25 tháng 8, đoàn tàu vận tải WS-2 đi đến Nam Phi với các binh lính tăng cường bao gồm ít nhất ba trung đoàn thiết giáp của Sư đoàn Thiết giáp 7 tại Trung Đông. Cùng đến nơi còn có Lữ đoàn Tây Phi 2 trên đường đi từ Mombassa để tham gia Chiến dịch Abyssini. Đoàn tàu vận tải được tách thành WS-2A đi đến Cape Town và WS-2B hướng đến Simonstown, bao gồm 14 tàu. Vào tháng 9, tại khu vực Trung tâm Đại Tây Dương, một lực lượng hải quân viễn chinh Pháp bao gồm các tàu tuần dương hạng nhẹ Georges Leygues, Montcalm và Gloire cùng các tàu khu trục lớn Le Fantasque, Le Malin và L'Audacieux được gửi đến để tái lập chủ quyền của chính phủ Pháp Vichy. Chiếc tàu tuần dương hạng nhẹ Primauguet cùng tàu chở dầu Tarn được phái đi phía trước lực lượng chính của Pháp đến Libreville để cung cấp nhiên liệu, nhưng bị Cornwall và HMS Delhi chặn lại và hộ tống đi đến Casablanca.
Cornwall trải qua tháng 1 năm 1941 trong ụ tàu tại Selborne để sửa chữa bánh lái. Vào tháng 5, đang khi tuần tra tại Ấn Độ Dương, con tàu cướp tàu buôn Đức Pinguin bị phát hiện gần quần đảo Seychelles và bị đánh chặn. Không may là 200 tù binh cùng với 332 thủy thủ Đức đã bị mất cùng với con tàu. Cornwall tìm cách cứu được 60 thủy thủ và 22 tù binh vốn là thủy thủ đoàn của 32 chiếc tàu buôn bị con tàu Đức chiếm hoặc đánh chìm. Trong trận chiến, Cornwall bị bắn trúng vào đuôi tàu. Nó phải quay trở về Durban để sửa chữa, và công việc hoàn tất vào ngày 10 tháng 6. Ngày 25 tháng 11, Cornwall chặn chiếc tàu buôn Surcouf của phe Vichy ngoài khơi bờ biển phía Đông Somalia và đưa nó đến Aden. Surcouf đang trên đường đi đến Djibouti chở đầy lương thực.
Đến tháng 1 năm 1942, Cornwall đi đến Đông Ấn thuộc Hà Lan tham gia hộ tống các đoàn tàu vận tải giữa Ceylon và eo biển Sunda, tiếp tục vai trò này cho đến tháng 3. Ngày 29 tháng 3, Đô đốc Somerville, Tổng tư lệnh Hạm đội Viễn Đông Anh Quốc, nhận được những báo cáo về một cuộc tấn công của quân Nhật vào Ceylon sắp xảy ra, Cornwall cùng với tàu chị em HMS Dorsetshire được điều động để hình thành nên "Lực lượng A", và được phái đến Colombo.

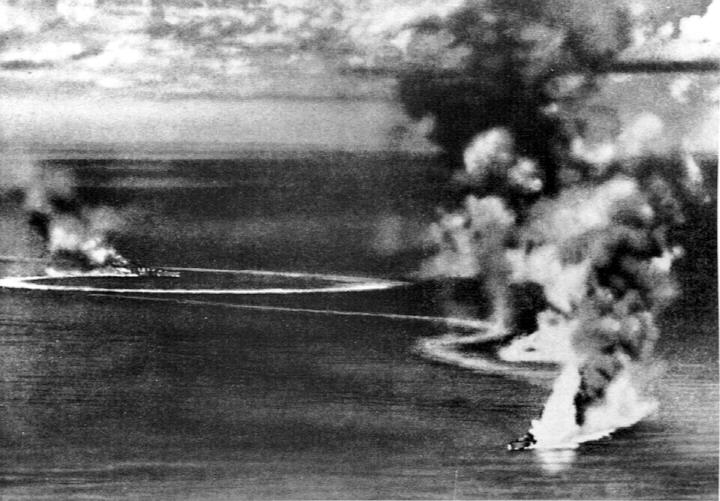
HMS Dorsetshire và Cornwall đang chịu đựng không kích nặng nề bởi máy bay từ tàu sân bay Nhật Bản, ngày 5 tháng 4 năm 1942. Ảnh chụp từ một máy bay Nhật.

Vào đầu tháng 4, Cornwall cùng với Dorsetshire được cho tách khỏi hạm đội để hộ tống chiếc tàu sân bay HMS Hermes đi đến Trincomalee thuộc Ceylon để sửa chữa. Vào ngày 4 tháng 4, hạm đội tàu sân bay Nhật Bản bị phát hiện, nên hai chiếc tàu tuần dương rời khỏi cảng; và sau khi được tiếp nhiên liệu vội vã trên biển, chúng lên đường không lâu sau nữa đêm hướng đến đảo san hô Addu. Ngày 5 tháng 4, hai chiếc tàu tuần dương Anh bị một máy bay quan sát xuất phát từ tàu tuần dương Nhật Tone phát hiện ở cách 370 km (200 hải lý) về phía Tây Nam Ceylon. Máy bay ném bom lập tức được cho xuất phát từ các tàu sân bay Nhật để tấn công hai tàu chiến Anh, trong một trận chiến được đặt tên Cuộc không kích Chủ nhật Phục sinh.
Cornwall bị đánh chìm trong vòng 12 phút bởi chín quả bom từ 250 đến 550 pound cùng sáu quả ném suýt trúng. Tất cả các nồi hơi và động cơ đều bị ngừng hoạt động chỉ trong vài phút, nên đã không thể cung cấp điện cho các máy bơm và thiết bị chữa cháy. Dorsetshire cũng bị mất trong trận này. Có 1.120 người là thành viên thủy thủ đoàn của cả hai con tàu còn sống sót, và được vớt bởi tàu tuần dương hạng nhẹ HMS Enterprise cùng các tàu khu trục HMS Paladin và HMS Panther.
Chiếc huy hiệu của con tàu tuần dương hiện vẫn đang được trưng bày tại ụ tàu Selborne ở Simonstown, Nam Phi.